# Protrigees
Les Protrigees (en grec antic: Προτρύγαια) eren unes festes de l'antiga Grècia relacionades amb la verema que se celebraven en diferents indrets de l'Hèl·lada i de l'Àsia Menor en honor de Dionís i de Posidó. L'origen i la manera de celebrar aquest festival a la ciutat de Tir és explicat per Aquil·les Taci.